# Schmalspurbahn Weimar–Rastenberg/Großrudestedt
| Kopfbahnhof Streckenanfang (Strecke außer Betrieb)                                                                                  | 0,10        | Weimar Thüringer Bahnhof                        | 243 m                                 |
| Abzweig geradeaus und von rechts (Strecke außer Betrieb)                                                                            |             | vom Bahnhof Weimar                              | vom Bahnhof Weimar                    |
| Strecke (außer Betrieb) |             | (Dreischienengleis)                             | (Dreischienengleis)                   |
| Bahnhof (Strecke außer Betrieb) | 0,50        | Weimar Nord (bis 1940 Weimar Secundairbf)       | 244 m                                 |
| Brücke über Wasserlauf (Strecke außer Betrieb)                                                                                      | 1,55        | Dürrebach                                       | Dürrebach                             |
| Bahnhof (Strecke außer Betrieb) | 3,50        | Schöndorf                                       | 297 m                                 |
| Abzweig geradeaus und nach links (Strecke außer Betrieb)                                                                            |             | Strecke nach Buchenwald                         | Strecke nach Buchenwald               |
| Haltepunkt / Haltestelle (Strecke außer Betrieb)                                                                                    | 6,33        | Wohlsborn                                       | 306 m                                 |
| Haltepunkt / Haltestelle (Strecke außer Betrieb)                                                                                    | 8,68        | Liebstedt                                       | 270 m                                 |
| Haltepunkt / Haltestelle (Strecke außer Betrieb)                                                                                    | 10,47       | Sachsenhausen-Leutenthal                        | 252 m                                 |
| Haltepunkt / Haltestelle (Strecke außer Betrieb)                                                                                    | 13,32       | Daasdorf                                        | 215 m                                 |
| Bahnhof (Strecke außer Betrieb) | 14,08       | Buttelstedt                                     | 210 m                                 |
| Abzweig geradeaus und nach links (Strecke außer Betrieb)                                                                            |             | nach Großrudestedt (s. u.)                      | nach Großrudestedt (s. u.)            |
| Bahnhof (Strecke außer Betrieb) | 17,70       | Krautheim                                       | Krautheim                             |
| Haltepunkt / Haltestelle (Strecke außer Betrieb)                                                                                    | 20,21       | Großbrembach                                    | Großbrembach                          |
| Kreuzung (Strecke geradeaus außer Betrieb)                                                                                          |             | Strecke Straußfurt–Großheringen                 | Strecke Straußfurt–Großheringen       |
| Bahnhof (Strecke außer Betrieb) | 24,50       | Guthmannshausen (zur Pfefferminzbahn)           | Guthmannshausen (zur Pfefferminzbahn) |
| Bahnhof (Strecke außer Betrieb) | 26,29(0,00) | Mannstedt                                       | Mannstedt                             |
| Kopfbahnhof Streckenanfang und quer (Strecke außer Betrieb) · Abzweig geradeaus, nach rechts und von rechts (Strecke außer Betrieb) | (2,83)      | Buttstädt (zur Strecke Straußfurt–Großheringen) |                                       |
| Abzweig geradeaus und von rechts (Strecke außer Betrieb)                                                                            |             | Strecke von Buttstädt                           | Strecke von Buttstädt                 |
| Bahnhof (Strecke außer Betrieb) | 29,38       | Hardisleben                                     | Hardisleben                           |
| Strecke (außer Betrieb) |             | (Dreischienengleis)                             | (Dreischienengleis)                   |
| Kopfbahnhof Streckenende (Strecke außer Betrieb)                                                                                    | 31,48       | Rastenberg                                      | Rastenberg                            |

| Strecke (außer Betrieb)                                   |       | von Weimar (s. o.)                              | von Weimar (s. o.)      |
| Bahnhof (Strecke außer Betrieb)                           | 14,08 | Buttelstedt                                     | Buttelstedt             |
| Abzweig geradeaus und nach rechts (Strecke außer Betrieb) |       | nach Rastenberg (s. o.)                         | nach Rastenberg (s. o.) |
| Bahnhof (Strecke außer Betrieb)                           | 18,24 | Schwerstedt                                     | 202 m                   |
| Haltepunkt / Haltestelle (Strecke außer Betrieb)          | 21,41 | Neumark (b Weimar)                              | 190 m                   |
| Bahnhof (Strecke außer Betrieb)                           | 23,98 | Vippachedelhausen                               | 183 m                   |
| Bahnhof (Strecke außer Betrieb)                           | 26,04 | Markvippach                                     | 175 m                   |
| Haltepunkt / Haltestelle (Strecke außer Betrieb)          | 27,91 | Dielsdorf                                       | 178 m                   |
| Bahnhof (Strecke außer Betrieb)                           | 30,21 | Schloßvippach                                   | 170 m                   |
|                                                           |       |                                                 |                         |
| Kopfbahnhof Streckenende (Strecke außer Betrieb)          | 34,23 | Großrudestedt (zur Strecke Sangerhausen–Erfurt) | 163 m                   |

Die Schmalspurbahn Weimar–Rastenberg/Großrudestedt war ein 54 Kilometer langes Schmalspurbahnnetz mit 1000 mm Spurweite. Die im Volksmund auch Laura genannte Schmalspurbahn verlief von Weimar-Nord über Buttelstedt entweder nach Rastenberg oder nach Großrudestedt. Zudem bestand eine kurze Stichstrecke nach Buttstädt.

## Geschichte
Das Großherzogtum Sachsen-Weimar-Eisenach war der größte thüringische Staat, allerdings bestand das Gebiet aus drei größeren Teilen sowie zahlreichen Enklaven. Der Eisenbahnbau wurde vom Großherzogtum schon frühzeitig gefördert, außerdem baute man zwei Strecken komplett auf Staatskosten. Der landwirtschaftlich geprägte Landstrich nördlich von Weimar wurde vorerst nicht erschlossen, erste ernsthafte Versuche für einen Eisenbahnanschluss gab es 1880. Aufgrund ungeklärter Finanzierung konnte das Projekt Weimar–Großrudestedt mit einem Abzweig nach Rastenberg vorerst nicht umgesetzt werden. Der Bau einer Zuckerfabrik bei Großrudestedt im Jahr 1886 hatte wieder neuen Schwung in die Verhandlungen des Eisenbahnkomitees mit der großherzoglichen Regierung und dem zuständigen Wirtschaftsministerium gebracht.
Schließlich wurde die Weimar-Rastenberger Eisenbahn-Gesellschaft (WREG) am 29. März 1886 gegründet. Den Großteil der Anteile der Aktiengesellschaft übernahm die Dresdner Bank, insgesamt betrug das Anlagekapital 2,6 Millionen Mark. Größere Anteile hielt auch die großherzogliche Regierung und die Stadt Rastenberg, den Rest übernahmen weitere Aktionäre, unter anderem auch zahlreiche Ortschaften entlang der geplanten Schmalspurbahn. Die Gesellschaft erhielt am 1. April desselben Jahres die Konzession zum Bau einer „meterspurigen Eisenbahn untergeordneter Bedeutung“, da eine Normalspurbahn als unrentabel angesehen wurde.
Die Strecke sollte von Weimar in nördlicher Richtung östlich um den Ettersberg herum nach Buttelstedt führen. Dort gabelte sich die Strecke in einen 17 Kilometer langen Streckenast Richtung Norden nach Rastenberg am Südrand des Höhenzuges der Finne und einen 19 Kilometer langen Streckenast nach Westen nach Großrudestedt an der Staatsbahnstrecke Sangerhausen–Erfurt. Der nördliche Streckenast kreuzte bei Guthmannshausen die Bahnstrecke Straußfurt–Großheringen (Saale-Unstrut-Bahn), die im Volksmund Pfefferminzbahn genannt wurde.
Die Firma Soenderop & Co aus Berlin begann am 1. Mai 1886 mit den Bauarbeiten. Der Betrieb wurde am 26. Juni 1887 für den Personen- und am 29. August 1887 für den Güterverkehr eröffnet. Das zunächst etwa 51 Kilometer lange Netz der Privatbahn hatte in den Stationen Weimar und Großrudestedt sowie in Guthmannshausen Anschlüsse an die Staatsbahn mit entsprechenden Anlagen zum Umladen der Güter erhalten. Gleichwohl erschien alsbald noch ein weiterer Anschluss an die „Pfefferminzbahn“ in Buttstädt sinnvoll, für deren Bau und Betrieb am 18. Juni 1890 die Konzession erteilt wurde.
Zwischen Guthmannshausen und Rastenberg zweigte ab 18. November 1891 nordöstlich von Mannstedt an einem Gleisdreieck eine nur drei Kilometer lange Stichbahn zum Bahnhof Buttstädt ab. Er lag ebenfalls an der Pfefferminzbahn. Die Züge machten nun auf ihrer Fahrt von Weimar nach Rastenberg einen „Abstecher“ nach Buttstädt. Dadurch verdoppelte sich die Fahrzeit zwischen Guthmannshausen und Rastenberg von 22 auf 44 Minuten.
Sitz der Gesellschaft war Weimar, Betriebsmittelpunkt aber Buttelstedt, wo auch die Fahrzeuge stationiert waren.
Anfangs verkehrten drei, ab 1887 vier Zugpaare täglich. Außerhalb der Rübensaison wurden die Güterwagen in den Personenzügen mitgeführt.
Im Personenverkehr war das Ergebnis der neuen Schmalspurbahn zwar zufriedenstellend, blieb aber hinter den Erwartungen zurück. Noch schlechter war jedoch der Güterverkehr, wo hauptsächlich landwirtschaftliche Produkte wie Rüben und Getreide sowie Kohle, Düngemittel, Ton, Ziegelsteine und Tiere transportiert wurden. Neben der Zuckerfabrik in Großrudestedt gab es Dampfziegeleien in Schloßvippach und in Buttelstedt. Bei Schwerstedt unterhielt die WREG eine eigene Kiesgrube. Eine volle Auslastung war praktisch nur zur Erntezeit zu erwarten. Das Streckennetz war einfach zu groß und zu aufwendig in der Unterhaltung, als dass man Gewinne erwirtschaften konnte. Die ausbleibenden Erträge schreckten die Aktionäre davor ab, mehr Geld in die Bahn zu investieren, da schon ab dem ersten Betriebsjahr Verluste entstanden. Insgesamt betrugen die Baukosten des Streckennetzes etwa 2,8 Millionen Mark.
So setzte man alle Hoffnungen auf den Bahnunternehmer Herrmann Bachstein aus Berlin, dessen Centralverwaltung für Secundairbahnen Herrmann Bachstein (CV) auch in Thüringen mehrere, meist nach einer Sanierung durch ihn wirtschaftlich arbeitende Nebenbahnen besaß. Unter anderem betrieb er auch die Weimar-Berka-Blankenhainer Eisenbahn. Damit er den Bahnbetrieb nun auch bei der WREG effektiver organisieren könnte, übertrug man ihm ab 3. Mai 1897 vorläufig die Betriebsführung. Da die Gesellschaft bankrottzugehen drohte, versuchte sie die Strecken zu verkaufen. Der preußische Staat lehnte jedoch den Ankauf ab, daraufhin kaufte am 1. April 1898 Herrmann Bachstein die Bahnen für rund 800.000 Mark, die Aktiengesellschaft wurde aufgelöst.
Bachstein leitete ab 1898 einschneidende Sanierungsmaßnahmen ein. 1908 übernahm sein Sohn, Herrmann Bachstein jr. nach dem Tode des Vaters die Geschäfte. In Verhandlung mit dem Wirtschaftsministerium der großherzoglichen Regierung machte er seine Absichten deutlich: er wollte die Tarife erhöhen und mehr Zuschüsse von den Anliegergemeinden erhalten, andernfalls müssten unrentable Streckenabschnitte stillgelegt werden.
Zu den Stilllegungskandidaten gehörte als erster der Abschnitt Mannstedt–Buttstädt. Ursache war die 1910 eröffnete neue direkte Normalspurbahn Buttstädt–Rastenberg mit einer Anschlussbahn nach Billroda. Sie war wegen der erheblichen Zunahme des Güterverkehrs durch die Steigerung des Kalibergbaus bei Rastenberg erforderlich geworden. Die Firma Bachstein hatte den Zuschlag für den Kali-Transport aus den dort entstandenen neuen Gruben erhalten und innerhalb eines Jahres den Neubau erstellt. Die von Buttstädt kommende neue Trasse fädelte bei Hardisleben in die alte ein, die bis Rastenberg nun dreischienig angelegt war. Der Streckenteil Mannstedt–Buttstädt wurde daraufhin stillgelegt, da der neue Buttstädter Normalspurbahnhof auf der Fläche des Schmalspurbahnhofs gebaut wurde.
Die neue Verbindung entzog – gerade in den schwierigen Nachkriegsjahren – der Strecke Buttelstedt–Rastenberg einen Teil der Fahrgäste. Bachstein wollte daher nach dem Ersten Weltkrieg das unrentable Streckennetz aufgeben und bemühte sich für eine dauerhafte Entbindung der Verkehrspflicht. So wurde der Abschnitt Buttelstedt–Rastenberg am 17. Juni 1923 für den Personenverkehr stillgelegt. Der Güterverkehr wurde wegen der Rübentransporte zu den Zuckerfabriken bis 1925 aufrechterhalten. Dann begann der Abbau der Schmalspurgleise. Die wirtschaftliche Lage in Thüringen und die daraus resultierenden Schwierigkeiten auf einigen Privatbahnen führten am 6. Oktober 1923 zur Gründung der Thüringischen Eisenbahn-AG (THEAG), die auch die Schmalspurbahn übernahm. Sie gehörte ebenfalls der CV.
Herrmann Bachstein jr. sorgte maßgeblich für eine Straffung der Bahnverwaltung und des Betriebsmaschinendienstes. So hatte er nur eine zentrale Werkstatt in Weimar, wo alle Fahrzeuge seiner Bahnen gewartet wurden. Die alten Dreikuppler von Hartmann wurden abgestellt und leistungsstärkere Lokomotiven der Südharz-Eisenbahn – auch einer Bachsteinbahn – beschafft. Ferner fasste man die Verwaltung der Betriebsabteilung Thüringen in Weimar zusammen. Änderungen betrafen auch das Tarifwesen, die Betriebsorganisation und die Hochbauten. So wurden in Buttelstedt und Großrudestedt neue Lokschuppen errichtet. Zusätzlich unterstützen die angebundenen Gemeinden den Bahnbetrieb finanziell.
Eine grundlegende Sanierung der Strecke unterblieb jedoch. Ihr Zustand war bis zum Schluss mehr als fragwürdig. Nur, wo es unbedingt erforderlich wurde, verlegte man neue Schwellen oder Gleise, die überwiegend aus Altmaterial der stillgelegten Strecken der Weimar-Rastenberger Eisenbahn gewonnen waren. Wegen dieser fehlenden Unterhaltungsmaßnahmen musste die Streckengeschwindigkeit teilweise reduziert werden, was zur weiteren Verschlechterung der Einnahmen führte. Mittlerweile kam der Kraftverkehr in Schwung und stellte eine zunehmende Konkurrenz zur Schiene dar. Tariferhöhungen führten zu Protesten der Gemeinden, doch Bachstein führte seinen Sanierungskurs weiter. Mit Unterstützung des Landes schaffte er einen Triebwagen an, der den kostenintensiven Dampfbetrieb teilweise ersetzte. Doch auch diese Maßnahme reichte nicht zu einer wesentlichen Verbesserung der Einnahmen aus.
Bachstein hatte längst das Interesse am Weiterbestand der Bahn verloren und stellte wiederholt Stilllegungsanträge, so zum 31. Mai 1932 – allerdings vergeblich. So wurde die Schmalspurbahn bis zum 11. April 1946 weiterbetrieben. Die sowjetische Besatzungsmacht hatte den Abbau der Gleisanlagen als Reparationsgut angeordnet, dies war am 11. Oktober 1946 abgeschlossen.

## Fahrzeuge
Zur Betriebsaufnahme verfügte die Bahn über vier  Dampflokomotiven der Bauart Cn2t, die von der Sächsischen Maschinenfabrik geliefert worden waren. Daneben gehörten 15 Personenwagen, drei Pack-/Postwagen und 68 Güterwagen zur Erstausstattung. Im Jahr darauf wurde noch eine fünfte Lokomotive beschafft, 1888 eine sechste, 1891 Lok 7. Als Betriebsbremse wurde die Heberleinbremse eingesetzt.
Unter der Verwaltung von Bachstein wurde 1899 und 1900 jeweils eine Lokomotive verkauft. 1925–1928 wurden drei Mallet-Lokomotiven der Südharzeisenbahn zur WRE umgesetzt, dafür die meisten Hartmann-Loks abgestellt. Nach Umsetzung einer weiteren Mallet wurde 1934 auch die letzte dreiachsige Lok verschrottet. 1934 wurde ebenfalls ein zweiachsiger Triebwagen der Dessauer Waggonfabrik beschafft, der dem GHE T 1 ähnelte. Auch der Wagenpark wurde modernisiert. 1936 wurde Mallet-Lok 53 zu einer anderen Bahn umgesetzt, und die 52 abgestellt. 1936 wurde mit der 51 eine weitere Mallet-Lok ausgemustert. Für den Einsatz kriegsbedingter Ausfälle und für verstärkten Verkehr durch die Buchenwald-Bahn wurden 1944 zwei 1’C1’-Lokomotiven bestellt, aber nicht mehr ausgeliefert. Dafür gelangten am 21. Dezember 1944 zwei PKB-Lokomotiven (Nummern 24 und 25) der Pillkaller Kleinbahn zur WRE. Fast alle vorhandenen Fahrzeuge kamen nach der Demontage 1946 in die Sowjetunion.

Fahrzeuge der Schmalspurbahn Weimar–Rastenberg/Großrudestedt
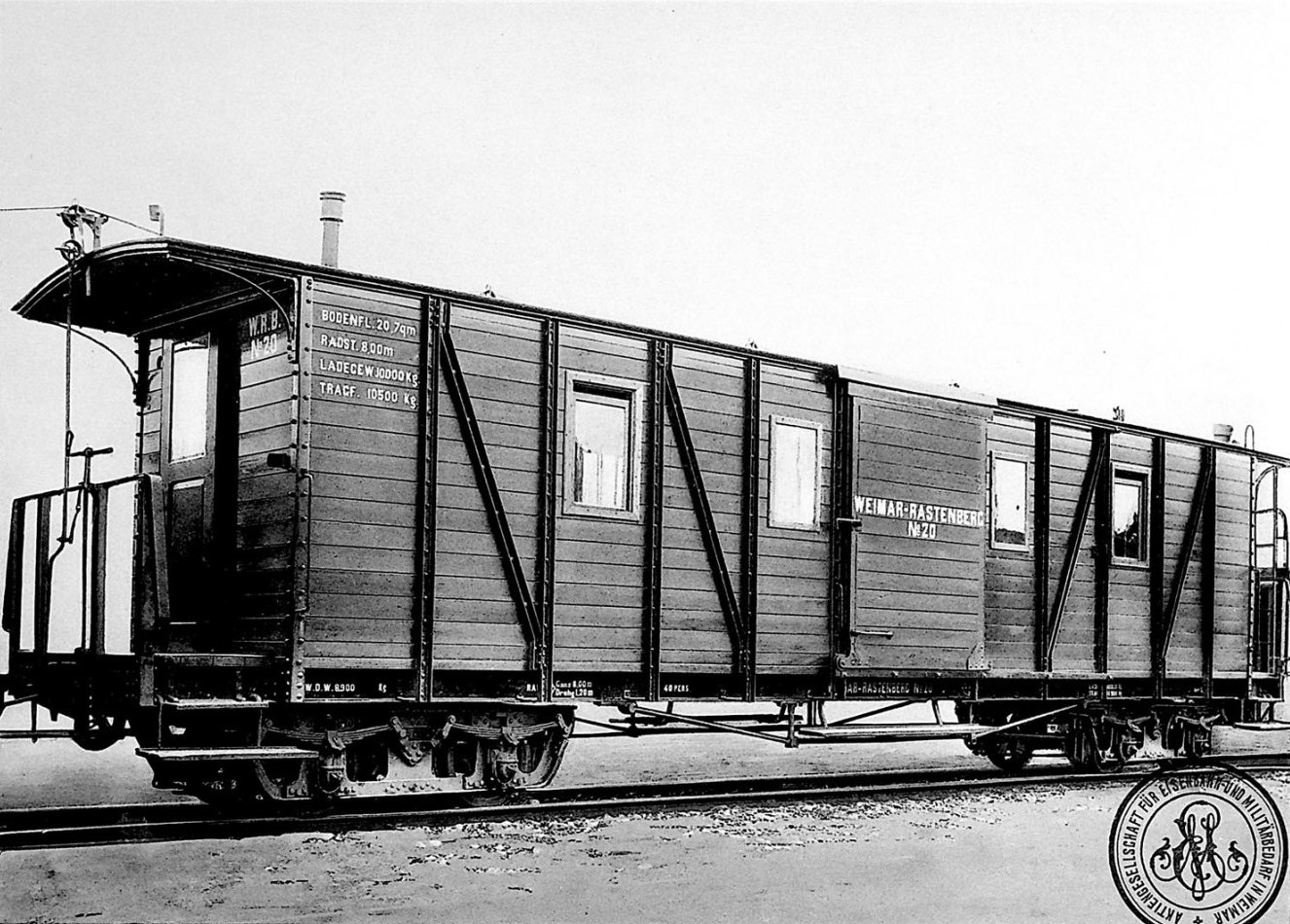
Pack-/ Postwagen im Produktkatalog der Aktiengesellschaft für Eisenbahn- und Militärbedarf Weimar
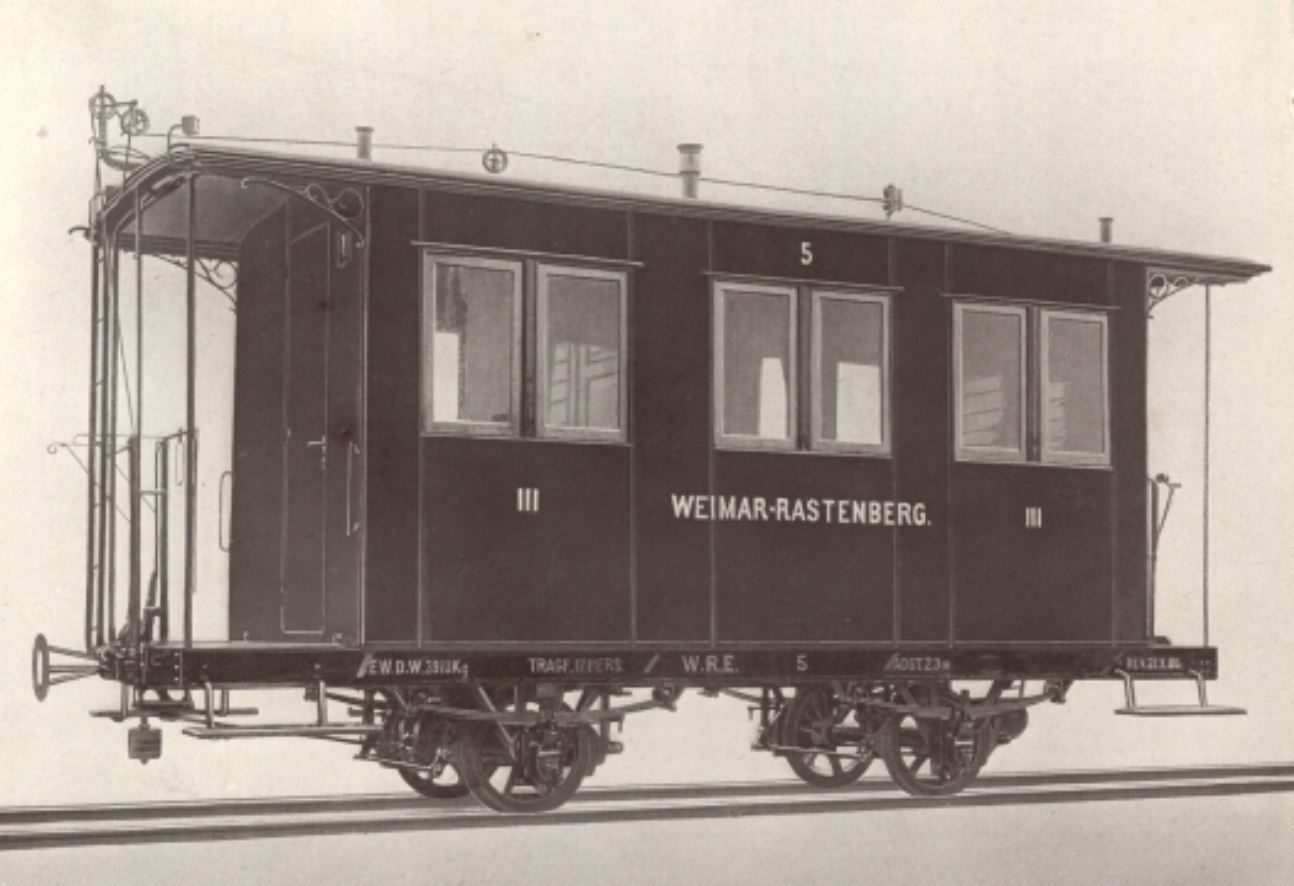
Kleinbahn-Personenwaggon Nr. 5 der III. Klasse im Produktkatalog der Breslauer Actien-Gesellschaft für Eisenbahn-Wagenbau und Maschinenbau-Anstalt aus dem Jahr 1918

## Überreste
Die ehemaligen Strecken der Bachstein-Bahnen im Weimarer Land kann man noch heute an vielen Stellen entdecken. Die Trassen werden teilweise als Feld- und Radwege genutzt oder stehen markant mit Baumbewuchs in der Landschaft. Von den wenigen Brücken existiert nur noch die nie von der Bahn genutzte Steinbogenbrücke über den Dürren Bach in Weimar-Kleinroda sowie eine Stahlträgerbrücke bei Krautheim. Die Steinbogenbrücke wurde 1944 im Zuge des Ausbaus der Buchenwaldbahn errichtet. Ihre Benutzung wurde durch das Kriegsende verhindert und auch danach nicht realisiert. Die Brücke steht noch heute funktionslos als So-da-Brücke in den Kleingärten.
Der hier auf der Trasse der Bahn errichtete Laura-Radweg folgt der alten Trassierung. Die 2010 neu gebaute Brücke des Radweges, die eine nach der Wende errichtete Holzbrücke ersetzte, nutzt noch immer die Betonpfeiler der alten Bahntrasse. Von weiteren Brücken sind nur noch Widerlager oder gar keine baulichen Spuren mehr vorhanden. Jedoch sind zahlreiche gemauerte Bachdurchlässe noch vorhanden. Gebäude existieren jedoch nicht mehr im Zustand der Betriebsjahre. Entweder wurden sie abgerissen oder umgebaut, wie das Gebäude des Bahnhofes Schloßvippach.
Von den Fahrzeugen existiert noch der Wagenkasten des Breslauer Personenwagens BCi Nr. 6, der sich seit dem 21. April 2006 im Besitz der IG Hirzbergbahn in Georgenthal/Thüringen befindet. Er ist baugleich mit dem Wagen Nr. 5 (siehe Bild oben) aus dem Produktkatalog der Breslauer Actien-Gesellschaft für Eisenbahn-Wagenbau und Maschinenbau-Anstalt Breslau aus dem Jahr 1918. Der Wagen Nummer 6 gehörte zur Erstausstattung (1887). Nach der Überführung der meisten Wagen als Reparationsleistung für die damalige Sowjetunion, die dort wahrscheinlich nie im Einsatz waren, verblieb der Wagen(kasten) WRE 6 in Deutschland. Er wurde bereits in den dreißiger Jahren ausgemustert und am Bahnhof Sachsenhausen-Leuthenthal (Strecke Weimar – Buttelstedt) als Lager genutzt. Nachdem der Wagen an einen privaten Eisenbahner vergeben worden war, diente er in einem privaten Garten als u. a. als Bienenwagen, zuletzt jedoch nur noch als Lagerschuppen in Sachsenhausen (Am Ettersberg).
Bis heute findet sich die historische Bahnstrecke in der Benennung von Straßen, Verkehrswegen und Bushaltestellen wieder, wie die Bahnhofsstraße in vielen Orten entlang der Strecke oder die Bushaltestelle Nordbahnhof oder der Rastenberger Tunnel in Weimar.

Überreste der Schmalspurbahn Weimar–Rastenberg/Großrudestedt
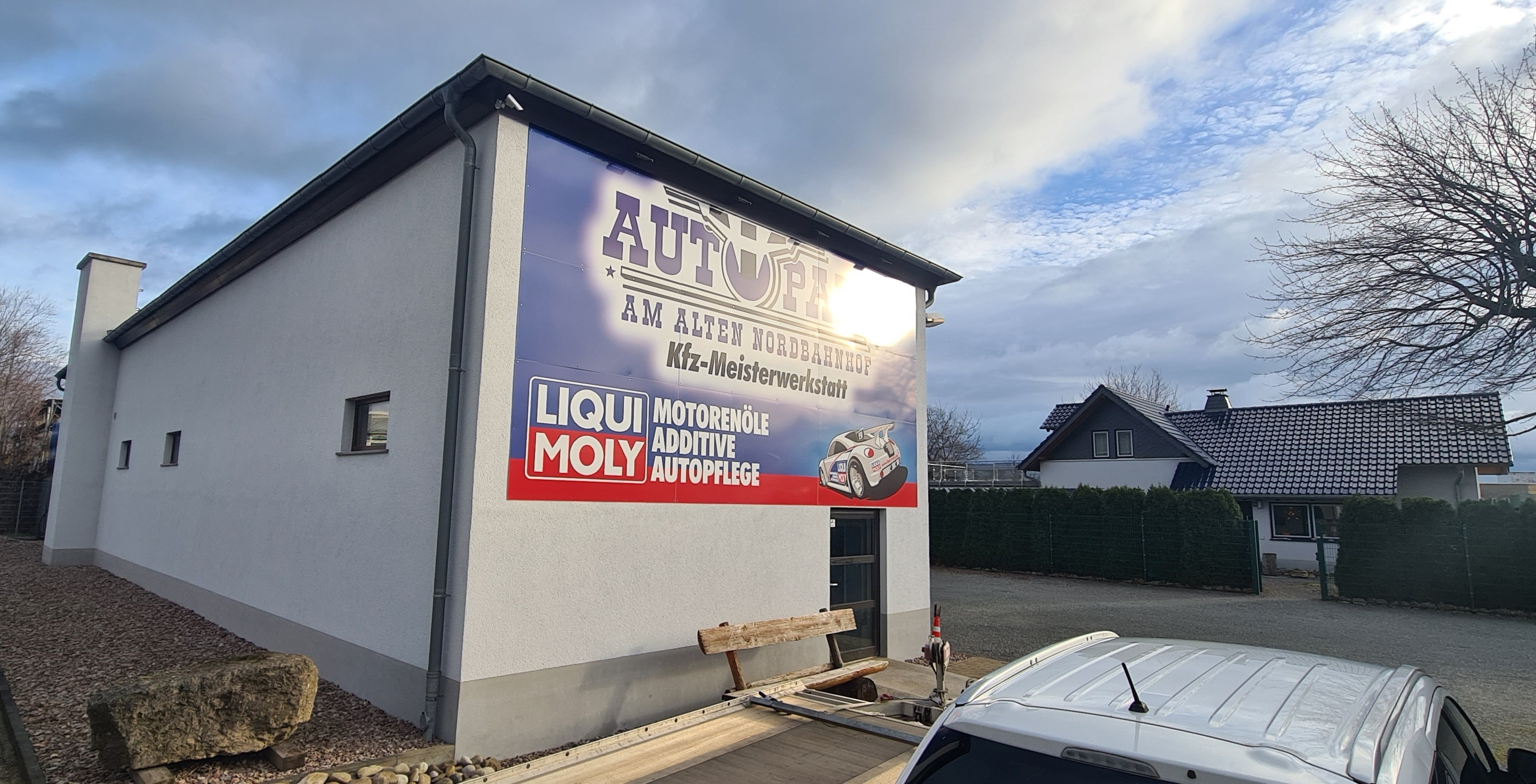
Ehemaliger Nordbahnhof Weimar bzw. Rastenberger Bahnhof mit Lokschuppen und Empfangsgebäude (2023)
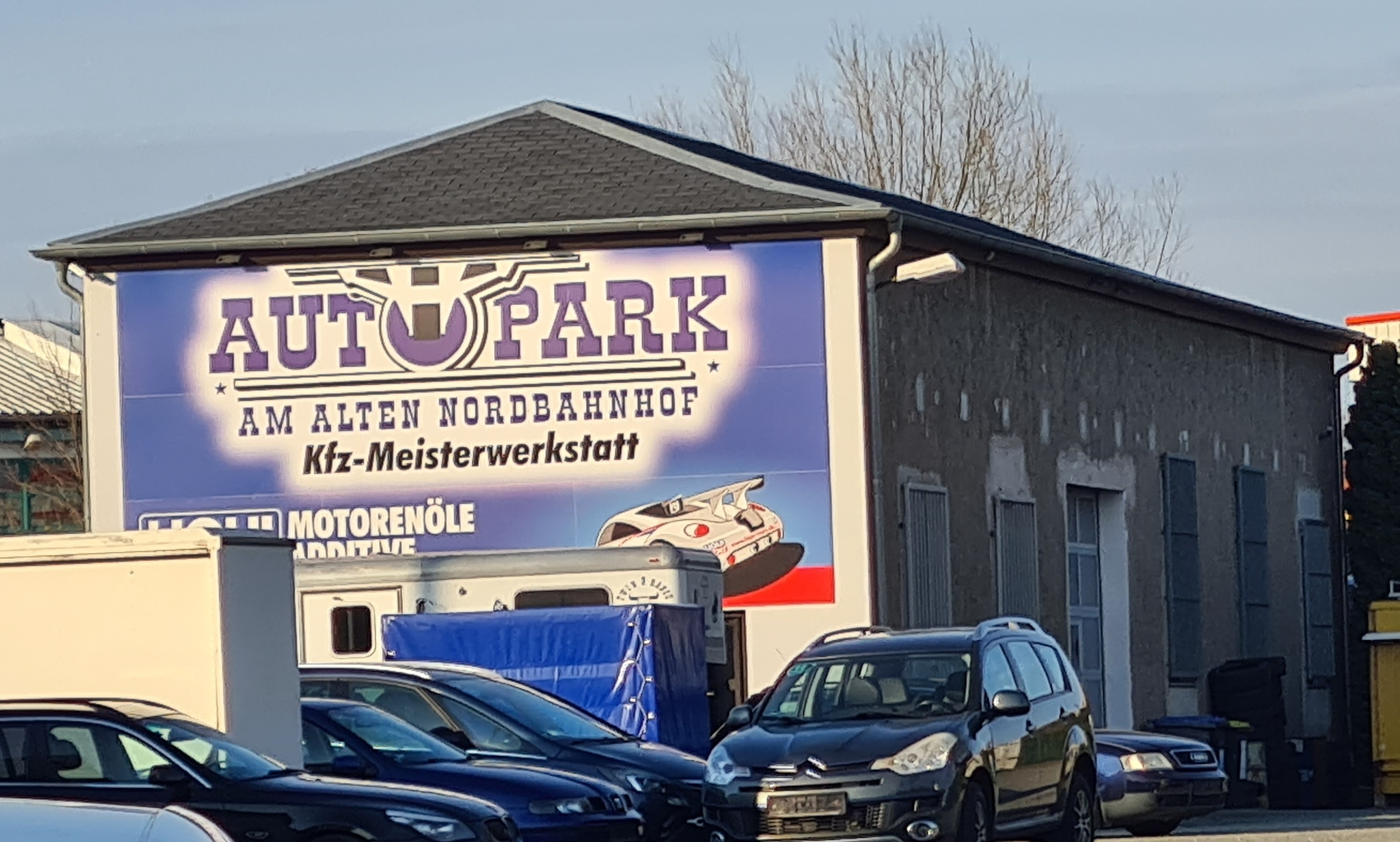
Bahnhof Weimar-Nord - Kleinlokschuppen gebaut 1937, anstelle des Schmalspurlokschuppens mit Einbau des Dreischienengleises (2023)
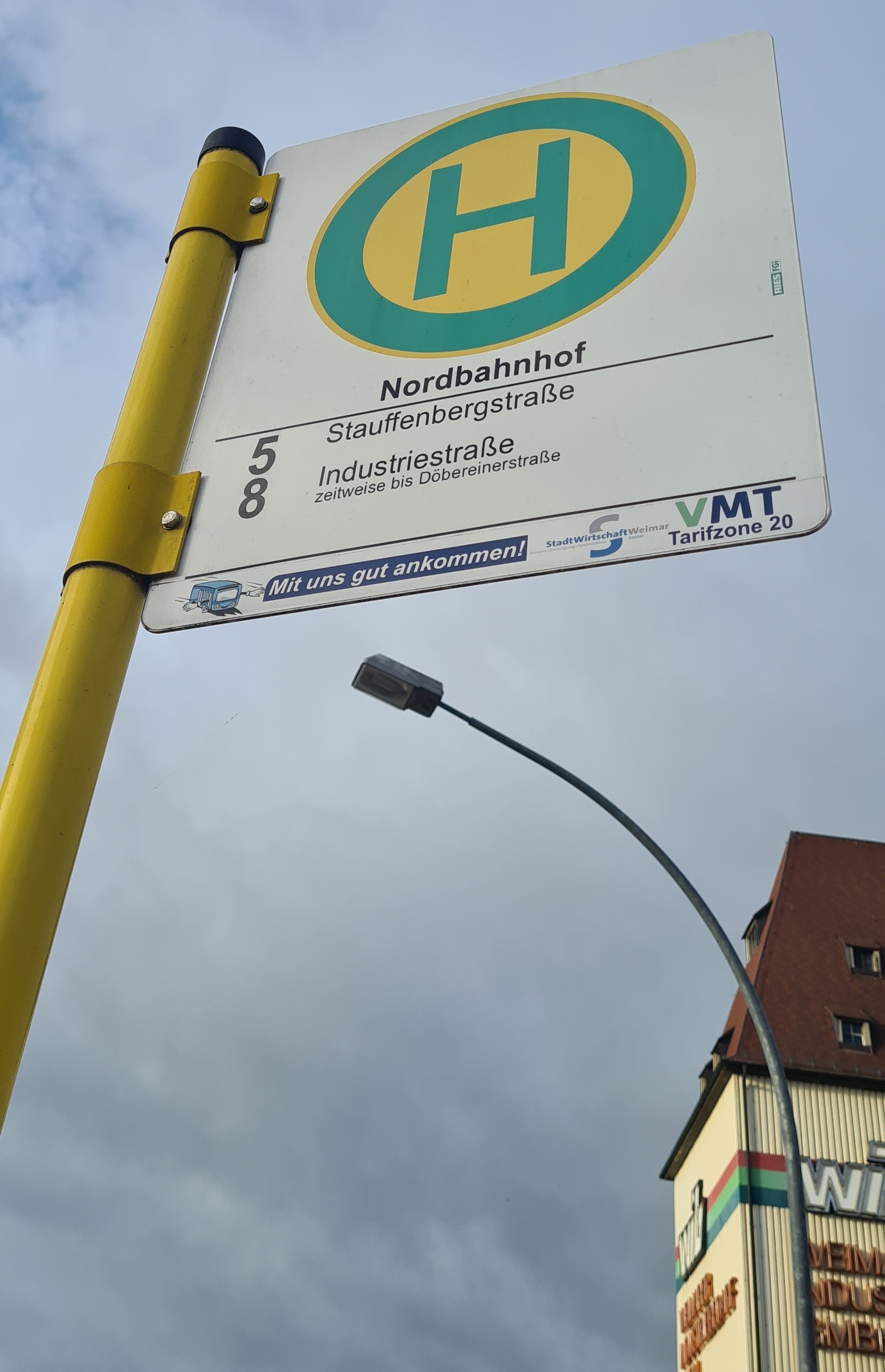
Haltestelle Nordbahnhof Weimar
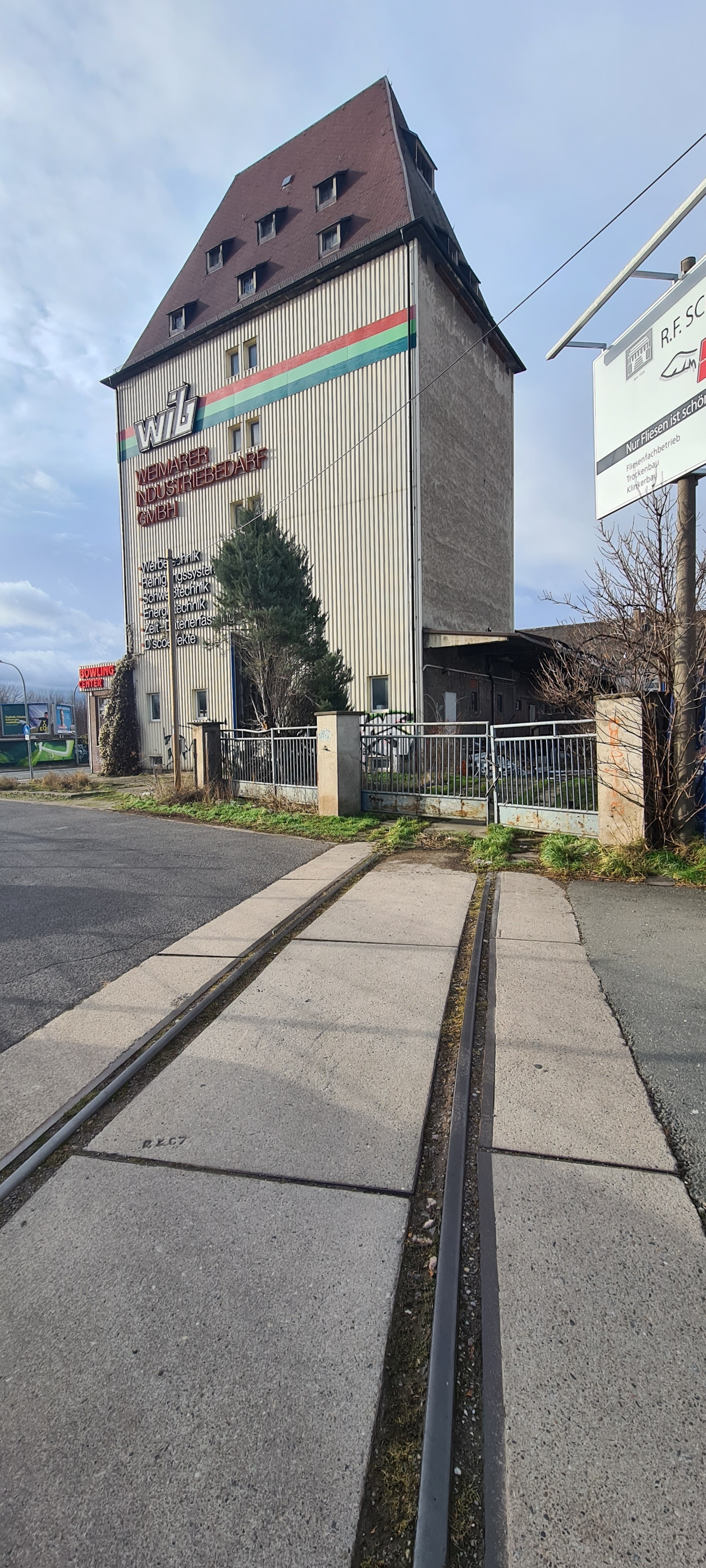
Alter Speicher Weimar Gleisanschluss zum ehemaligen Nordbahnhof Weimar (2023)
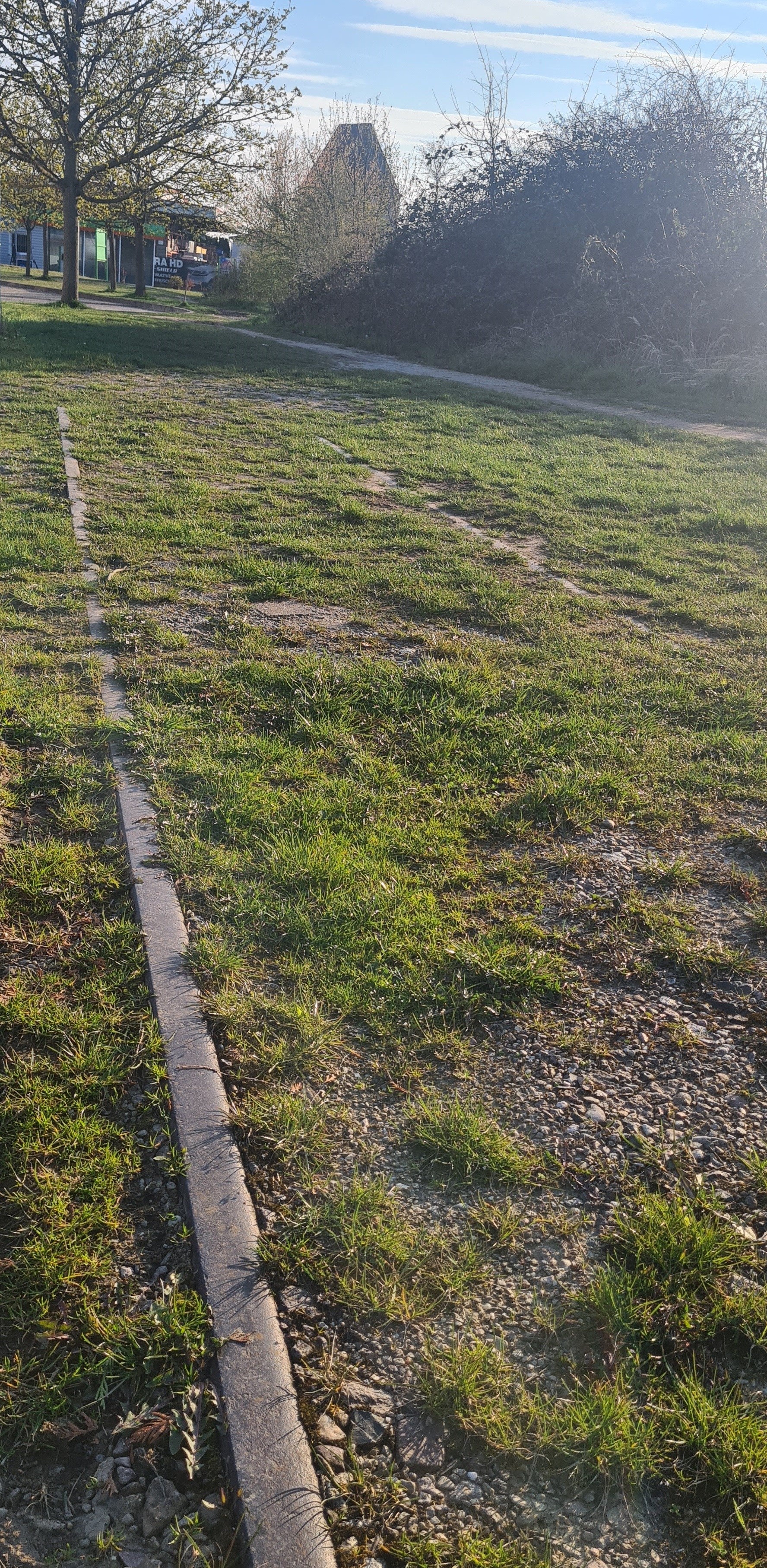
Bahnhof Weimar-Nord - Regelspurgleisreste Bahnhofsausfahrt Buttelstedter Straße, im Hintergrund der alte Speicher (2023)
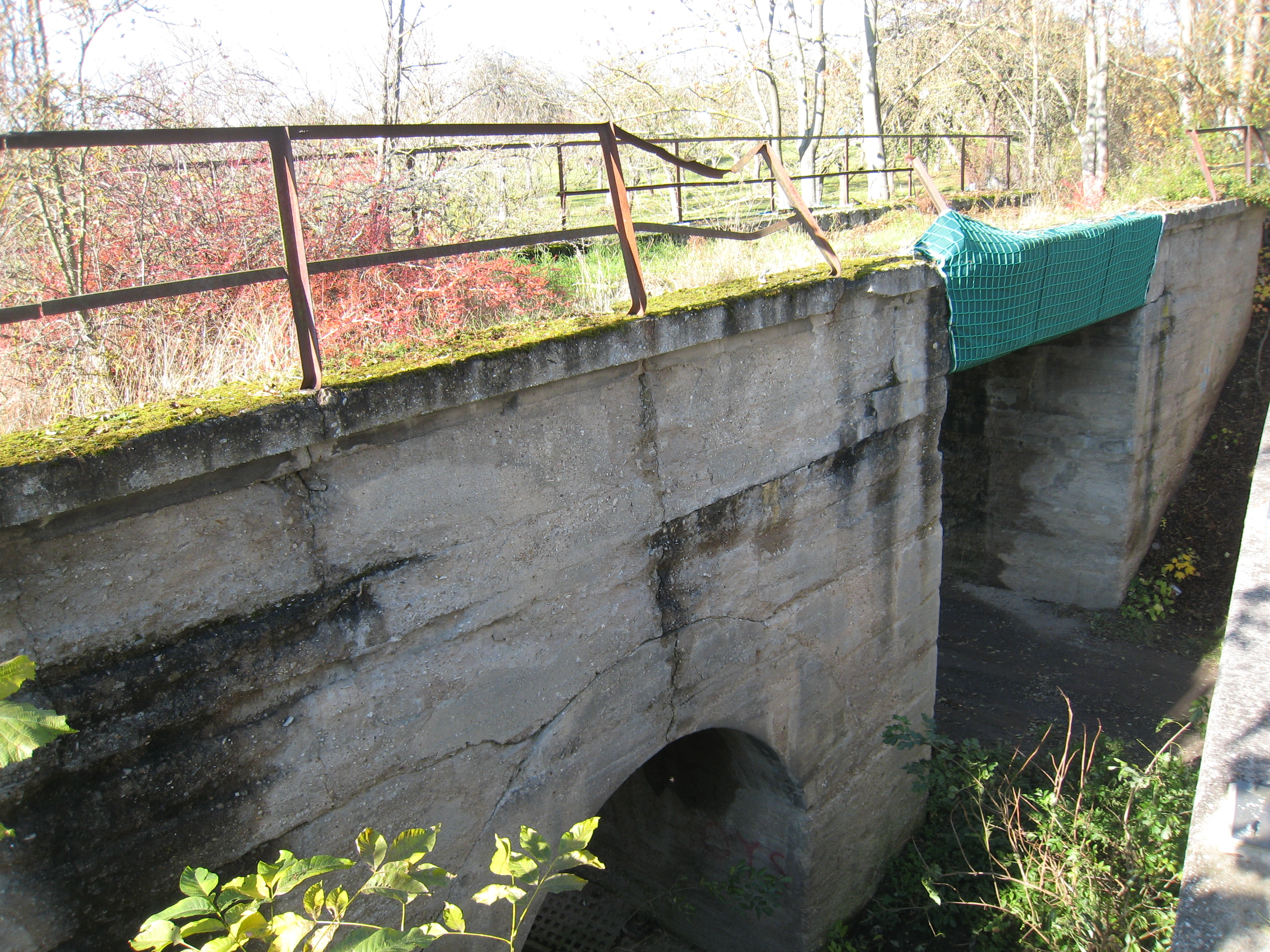
Brücke über den Dürren Bach (2021)
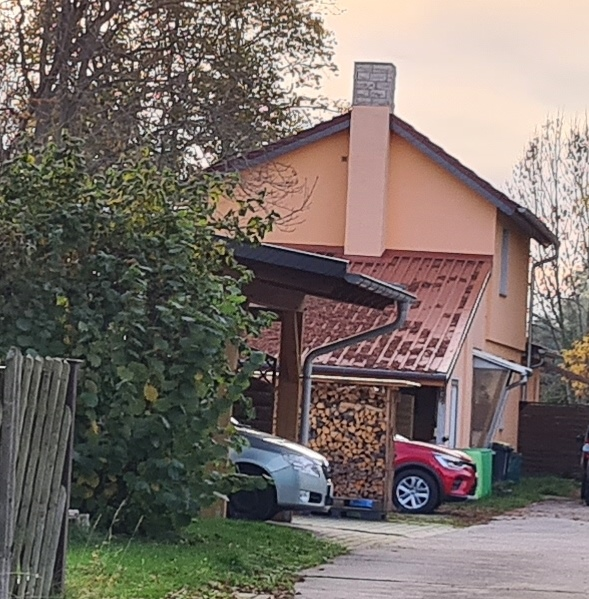
Ehemaliger Bahnhof Schöndorf in Weimar  (2023)